# 大空町
大空町（日语：／ Ōzora chō */?）位於北海道鄂霍次克綜合振興局東部，為2006年3月31日由女滿別町和東藻琴村合併後新設立的町。當地以農業、酪農業和湖泊漁業為主，境內40%的土地為農業用地。主要農作包括麥、馬鈴薯、甜菜。由於網走湖位於境內，因此有以網走湖為漁場的漁業，漁獲包括蜆貝、銀魚、鯉魚，每年十月當地會舉辦銀魚節。氣象廳地磁觀測所在此設有女滿別辦事處進行地磁觀測。
町名為合併時向居民公開徵選而來，由於轄區內有女滿別機場，為網走支廳南部的通往天空的大門，因此以「大空」命名。該名稱同時也表示了清澈天空下的豐富大地，在此的居民有夢和希望，可以以輕鬆的心情生活。

## 地理
舊女滿別町地區由網走川流域的高原和低窪濕地組成，農業以高地的旱地種植和低地的水稻種植為主。原東藻琴村地區是一個從北部延伸到南部山區的平原丘陵地區。

## 歷史
- 1890年：因伐木業在此建立工作用小屋，開始有人居住。
- 1898年：開始有農業開墾為目的的居民。
- 1912年：北見到網走之間的鐵路開通，並設有女滿別車站，使得開墾者增加，並形成聚落。
- 1921年4月1日：女滿別村從網走町（現在的網走市）分村。[7]
- 1947年2月11日：東藻琴村在網走町改制為網走市時分村。
- 1951年4月1日：女滿別村改制為女滿別町。
- 2006年3月31日：女滿別町和東藻琴村合併為新設立的「大空町」。

## 產業
大空町近年來朝向花卉、健康蔬菜和肉牛飼料等高收益性的農作發展。町内也設有乳酪產品加工廠。

## 交通

### 機場
- 女滿別機場

### 鐵路
- 北海道旅客鐵道
  - 石北本線：西女滿別車站 - 女滿別車站
- 過去曾經有東藻琴村營軌道，現已廢止。

### 道路
| 高速道路 - 北見網走自動車道：女滿別機場交流道 一般國道 - 國道39號 - 國道334號 主要地方道 - 北海道道64號女滿別空港線 - 北海道道102號網走川湯線 - 北海道道104號網走端野線 | 道道 - 北海道道246號小清水女滿別線 - 北海道道248號嘉多山美幌線 - 北海道道249號福住女滿別線 - 北海道道714號住吉女滿別停車場線 - 北海道道767號明生北濱線 - 北海道道995號東藻琴豐富線 - 北海道道1168號女滿別空港內部線 |

## 觀光景點

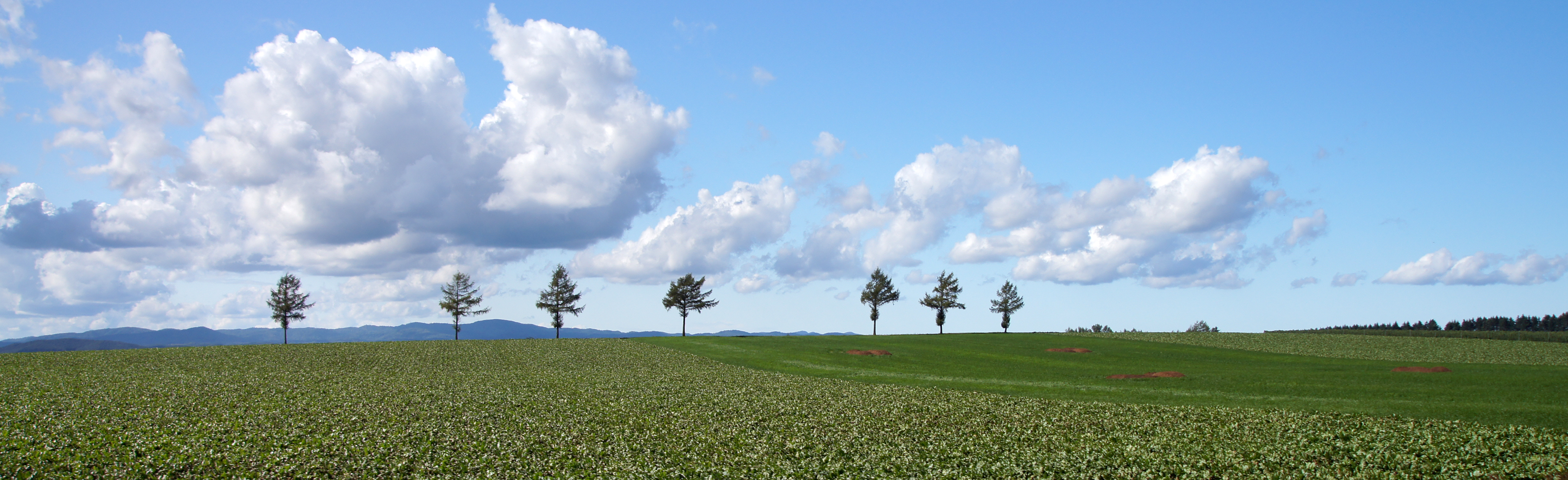
童話之丘

朝日丘公園的向日葵

### 觀光
- 網走國定公園
- 女滿別町濕生植物群落：國家天然記念物『水芭蕉大群落』
- 向日葵田
- 童話之丘：可看到最典型的北國農園風景
- 朝日丘展望台（朝日丘公園）：黑澤明導演的電影「夢」拍攝場景之一。
- 藻琴山
- 藻琴山溫泉
- 芝櫻公園
- 東藻琴乳酪館

### 文化遺產
- 女滿別濕生植物群落（國指定天然記念物）
- 女滿別石刃鏃遺跡出土遺物（北海道指定有形文化財）：大空町研修會館展示室收藏

## 教育

### 高等學校
| - 道立北海道女滿別高等學校 | - 道立北海道東藻琴高等學校 |

### 中學校
| - 大空町立女滿別中學校 | - 大空町立東藻琴中學校 |

### 小學校
| - 大空町立女滿別小學校 - 大空町立豐住小學校 | - 大空町立東藻琴小學校 |

## 姊妹市・友好都市

### 日本
- 稻城市（東京都）：為舊女滿別町所締結之姐妹都市。
- 冰川町（熊本縣）：為舊東藻琴村與宮原町締結之友好都市，宮原町已於2005年10月1日合併為冰川町。

## 本地出身的名人
- 松樹路人：西洋畫家、武藏野美術大學名譽教授、獨立美術協會會員。
- 神田山陽：日本說書人、落語藝術協會會員。

## 外部連結
- （日語）藻琴山溫泉芝櫻公園（页面存档备份，存于）
- （日語）大空町圖書館（页面存档备份，存于）
- （日語）女滿別町農會
- （日語）女滿別青少年育成事業協會（页面存档备份，存于）
- （日語）大空町社會福祉協議會東藻琴地區事務所[永久]
- （日語）社會福祉法人女滿別福祉會（页面存档备份，存于）
- （日語）女滿別町・東藻琴村合併協議會（页面存档备份，存于）
- （日語）女滿別町・東藻琴村任意合併協議會（页面存档备份，存于）